# Uuden Musiikin Kilpailu 2018
La settima edizione di Uuden Musiikin Kilpailu è stata organizzata dall'emittente radiotelevisiva finlandese Yleisradio (Yle) che è stata utilizzata come processo di selezione nazionale per l'Eurovision Song Contest 2018 di Lisbona.

## Formato
Per il settimo anno consecutivo Yle ha scelto Uuden Musiikin Kilpailu come metodo di selezione nazionale finlandese per l'Eurovision Song Contest.
A differenza delle edizioni passate, in questa edizione, è stata scelta solamente la canzone rappresentante la Finlandia all'Eurovision Song Contest 2018, dato che Saara Aalto era già stata scelta internamente dalla Yleisradio come partecipante.
I tre brani in gara, ed i loro relativi autori, sono stati annunciati rispettivamente il 9 (Monsters), il 16 (Domino) ed il 23 (Queens) febbraio 2018.

## Risultati
| Ordine | Artista     | Brano    | Autori                                                                  | Giuria | Televoto | Totale | Posizione |
| ------ | ----------- | -------- | ----------------------------------------------------------------------- | ------ | -------- | ------ | --------- |
| 1      | Saara Aalto | Monsters | Saara Aalto, Joy Deb, Linnea Deb, Ki Fitzgerald                         | 88     | 95       | 183    | 1         |
| 2      | Saara Aalto | Domino   | Thomas G:son, Bobby Ljunggren, Johnny Sanchez, Will Taylor, Saara Aalto | 84     | 75       | 159    | 2         |
| 3      | Saara Aalto | Queens   | Saara Aalto, Tom Aspaul, Daniel James Denis Goudie, Ash Milton          | 68     | 70       | 138    | 3         |